# نهر بوركوباين
نهر بوركوباين هو أحد روافد نهر يوكون في كندا والولايات المتحدة. ترتفع في جبال أوجيلفي شمال داوسون سيتي، يوكون، كندا. من هناك يتدفق شمالًا عبر مجتمع أولد كرو وينحرف جنوبًا غربيًا إلى ولاية ألاسكا الأمريكية ويدخل النهر الأكبر في فورت يوكون. تشتق اسمها من كلمة غويتشين التي تعني النهر.
حصل قطيع الوعل النيص الذي يضم نطاقه محمية القطب الشمالي الوطنية للحياة البرية (ANWR) في ألاسكا على اسمه من مناطق الولادة حول نهر بوركوباين.
يأتي الدليل المحتمل (ولكن المتنازع عليه) على أقدم سكن بشري معروف في أمريكا الشمالية من كهف على أحد روافده نهر بلوفش. اكتشف العديد من عظام الحيوانات المعدلة على ما يبدو في كهوف بلوفيش. قيمت من خلال التأريخ بالكربون المشع على أنها تتراوح من 25000 إلى 40000 سنة قبل عدة آلاف من السنين من التاريخ المقبول لسكن الإنسان في أمريكا الشمالية.